# Andy Panko
Andrew John "Andy" Panko III (ur. 29 listopada 1977 w Harrisburgu) – amerykański koszykarz, występujący na pozycjach niskiego oraz silnego skrzydłowego, aktualnie zawodnik Fuerza Regia Monterrey.
W 1999 roku podczas FILA Summer League reprezentował barwy Los Angeles Lakers, a rok później w trakcie Los Angeles Pro-Am Summer League. W 2001 roku reprezentował Chicago Bulls w dwóch ligach letnich – Southern California Summer Pro League oraz Rocky Mountain Summer League, rozegrał też 1 mecz sezonu regularnego w barwach Atlanty Hawks. W 2002 roku występował w Orlando Summer League, jako zawodnik Milwaukee Bucks, w kolejne lato występował z New York Knicks w Reebok Summer Pro League.
27 lipca 2017 został zawodnikiem Fuerza Regia Monterrey.

## Osiągnięcia
Stan na 28 lipca 2017, na podstawie, o ile nie zaznaczono inaczej.
NCAA III
- Zawodnik:
  - roku:
    - Dywizji III NCAA (1998, 1999)
    - Konferencji Middle Atlantic Commonwealth NCAA Division III (1997, 1998, 1999)

  - dekady (2008 przez D3hoops.com)
- Zaliczony do:
  - I składu All-American (1997, 1998, 1999 przez NABC)
  - All-Decade (2008 przez D3hoops.com)
  - Galerii Sław Sportu Lebanon Valley College (2009)

Drużynowe
- Mistrz:
  - CBA (2002)
  - Meksyku (2017)
- Wicemistrz LEB Oro (II liga hiszpańska – 2008)

Indywidualne
- MVP:
  - hiszpańskiej ligi ACB (2012)
  - CBA (2003)
  - II ligi hiszpańskiej (LEB Oro – 2008)
  - miesiąca Ligi Endesa (5-krotnie – styczeń, luty, grudzień – 2014, luty, kwiecień – 2015)
  - kolejki Ligi ACB/Endesa (10-krotnie – 26 – 2004, 26 – 2006, 15, 24 – 2011, 15, 32 – 2012, 18, 19 – 2014, 12, 21 – 2015)
- 3-krotny lider strzelców ACB/Ligi Endesa (2012, 2014, 2015)
- Zaliczony do I składu:
  - CBA (2003)
  - hiszpańskiej ACB (2012)
- Uczestnik meczu gwiazd CBA (2003)